# Jérôme Eugène Coggia
| 96 Aegle     | 1868. február 17.   |
| 187 Lamberta | 1878. április 11.   |
| 193 Ambrosia | 1879. február 28.   |
| 217 Eudora   | 1880. augusztus 30. |
| 444 Gyptis   | 1899. március 31.   |

Jérôme Eugène Coggia (1849. február 18. – 1919. január 15.) francia csillagász.
Nevéhez öt kisbolygó és több üstökös felfedezése köthető. Coggia a 27P/Crommelin rövidperiódusú üstökös első felfedezői között volt. Ez az égitest ismert még Comet Pons-Coggia-Winnecke-Forbes néven is, utalva első észlelői neveire.

## Fordítás
- Ez a szócikk részben vagy egészben  a   Jérôme Eugène Coggia című angol Wikipédia-szócikk fordításán alapul.  Az eredeti cikk szerkesztőit annak laptörténete sorolja fel. Ez a jelzés csupán a megfogalmazás eredetét és a szerzői jogokat jelzi, nem szolgál a cikkben szereplő információk forrásmegjelöléseként.